# Метскюла (Мярьямаа)
Ме́тскюла (эст. Metsküla) — деревня в волости Мярьямаа уезда Рапламаа, Эстония. 

## География и описание
Расположена в 19 километрах к юго-западу от уездного центра — города Рапла — и в 8 километрах к юго-востоку от  волостного центра — Мярьямаа. Высота над уровнем моря — 38 метров.
В 3 километрах к северо-востоку от деревни находится одноимённая деревня Метскюла, входящая в состав волости Рапла уезда Рапламаа.
Климат умеренный. Официальный язык — эстонский. Почтовый индекс — 78235.

## Население
По данным переписи населения 2021 года, в Метскюла  насчитывалось 13 жителей, все — эстонцы.
По данным переписи населения 2011 года, в деревне проживали 19 человек, из них 16 (84,2 %) — эстонцы.
Численность населения деревни Метскюла по данным Департамента статистики: 
| Год  | 2011 | 2017 | 2018 | 2019 | 2020 | 2021 |
| ---- | ---- | ---- | ---- | ---- | ---- | ---- |
| Чел. | 19   | ↘ 12 | ↗ 13 | ↗ 14 | ↘ 13 | → 13 |

## История
Деревня была создана на землях мызы Мыйзамаа; в письменных источниках 1855—1859 годов упоминается как Метсакюлля.

## Комментарии
1. ↑  Эстонские топонимы, оканчивающиеся на -а, не склоняются и не имеют женского рода (исключение — Нарва)[6].